# Gazankulu

Bandeira de Gazanculo

Localização de Gazanculo

Gazankulu ou Gazanculo foi um bantustão criado pelo governo sul-africano antes das eleições democráticas de 1994 (durante o regime do apartheid) para ali agrupar uma parte dos sul-africanos falantes da língua tsonga, no nordeste da antiga província do Transvaal.
Em 1971, o governo sul-africano concedeu "autodeterminação" a este território, qua nunca chegou a ser considerado independente.